# Theophil Gallo

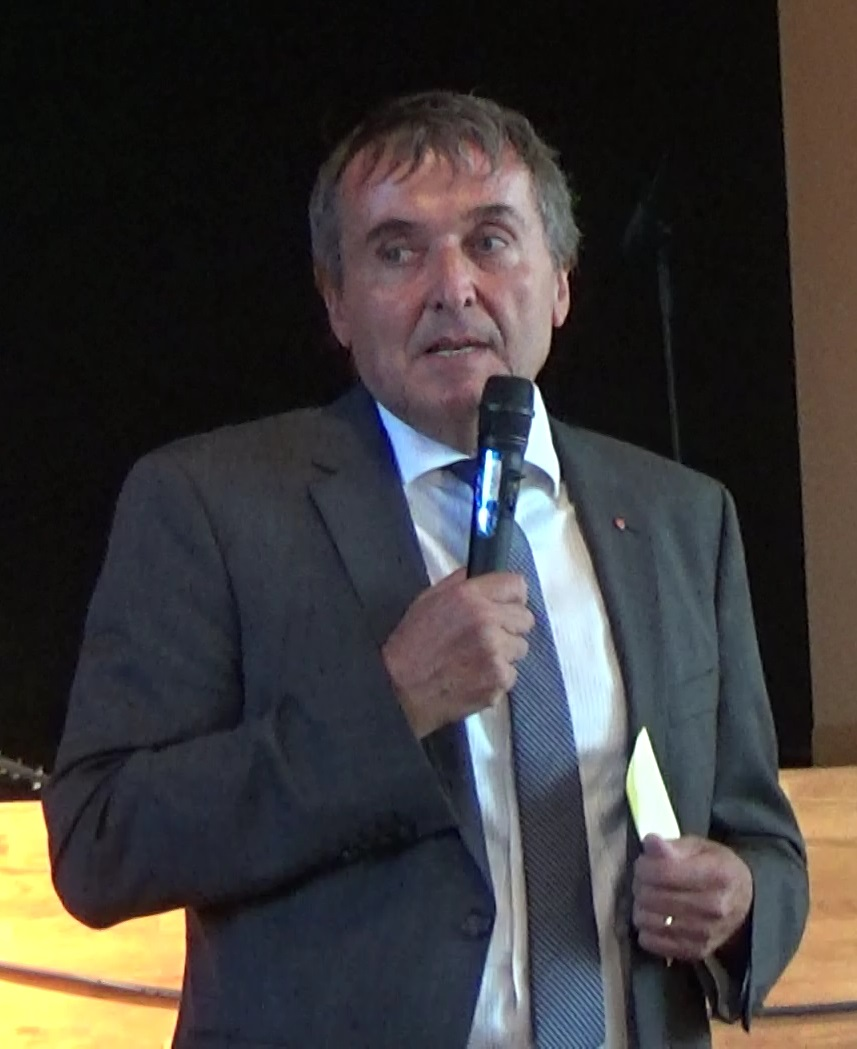
Theophil Gallo

Theophil Gallo (* 30. Mai 1957 in Bexbach) ist ein deutscher Politiker (SPD), Rechtsanwalt und war von Juni 2015 bis Juni 2025 Landrat des Saarpfalz-Kreises.

## Leben
Theophil Gallo kam als jüngstes von sechs Kindern in einer Bergmannsfamilie zur Welt. Nach dem Abitur am Saarpfalz-Gymnasium in Homburg und dem Wehrdienst bei der Bundeswehr machte er eine Ausbildung als Stadtassistentanwärter bei der Stadt Bexbach. Danach studierte er Rechtswissenschaften in Saarbrücken. Von 1989 bis 2015 war er bei dem juristischen Fachverlag Juris im Vertrieb und als Lektor tätig. Seit 2002 ist er als Rechtsanwalt zugelassen.
Seit 1997 ist er Dozent an der Hochschule Kaiserslautern in den Bereichen Arbeitsrecht und Patentrecht. Seit 2000 gehört er dem Stadtrat von Bexbach und seit 2004 dem Kreistag des Saarpfalz-Kreises an. Nach erfolgreicher Wahl am 25. Mai 2014 zum Landrat des Saarpfalz-Kreises trat Gallo zum 26. Juni 2015 mit einer Amtsdauer von zehn Jahren die Nachfolge von Clemens Lindemann an. In der Wahl zu seinem Nachfolger 2024 trat Gallo aus Altersgründen nicht mehr an. Seine Amtszeit als Landrat des Saarpfalz-Kreises endete am 1. Juni 2025. Nachfolger im Amt wurde am 2. Juni 2025 der im Vorjahr, am 23. Juni 2024, gewählte Frank John (SPD).

## Persönliches
Theophil Gallo ist verheiratet und hat zwei erwachsene Kinder.   